# Yontrakit Corporation
Die Yontrakit Corporation ist ein Automobilhersteller und -händler mit Geschäftssitz im thailändischen Bangkok.
Das Unternehmen umfasst mehrere Tochtergesellschaften wie unter anderem German Auto Work, Yontrakit Kia Motors und YMC Assembly.

## Geschichte
Die Ursprünge des Unternehmens gehen auf das 1949 gegründete Gebrauchtteilehandel Leeleng zurück.
Im Jahr 1972 wurde YMC Assembly gegründet. Mit dem Einfuhrverbot für Neufahrzeuge von 1976 bis 1989 boomte die CKD-Fertigung. So startete YMC die Montage verschiedener europäischer Fahrzeuge.
Nach der Wirtschaftskrise 1997 gründete BMW ein Jahr später sein eigenes inländisches Unternehmen mit Fertigung. Im Jahr 1999 baute Yontrakit in Zusammenarbeit mit Volkswagen eine CKD-Fertigung für jährlich 10 000 Fahrzeuge auf. Die Teile für die Fertigung wurden in China produziert.
Im Jahr 2000 war Yontrakit auf Rang 42 der wohlhabendsten Familienunternehmen in Thailand. Die Jahreskapazität von 12.000 Stück war 2010 nur zu 0,69 % ausgelastet.
Im Jahr 2012 schloss Yontrakit ein Joint Venture mit Mitsuoka für die Fahrzeugmontage in Thailand. Für das gleiche Jahr war eine Mitsouka-Produktion durch YMC von 12.000 Stück anvisiert.

## Marken und Modelle
Der erste nach Thailand importierte BMW war der BMW 700. Der Import erfolgte durch das (zu Yontrakit gehörende) Unternehmen Thai Yarnyon Co., Ltd. Zu den ersten Vertretungen gehörten neben BMW (seit 1961 oder 1963) auch Lancia (1965), Peugeot (1972) und Citroën (1976). Später kamen Volkswagen (1986), Audi und Ford (1991), Seat (1995), Kia (1999 oder 2002), Skoda und Rolls-Royce (2000) und Mitsuoka (2008) hinzu. Der Kia Picanto wurde ebenso aus Malaysia importiert wie der Naza Forza.
Montiert wurden Modelle der Marken Peugeot, Citroën und BMW. Bis Ende der 1980er Jahre hatte Yontrakit etwa 50.000 BMW-Fahrzeuge in Thailand gebaut oder importiert. Die 3780 montierten Fahrzeuge der BMW-Baureihe E12 waren die zweitgrößte Stückzahl, die außerhalb Deutschlands montiert wurde. Zu de Besonderheiten des BMW E12 gehörte die serienmäßige Klimaanlage, die sich aber vom Standardgerät dieser Baureihe unterschied.
Zu den Anfang der 1980er Jahre produzierten Modellen zählten BMW 320, 520, Citroën GS und CX, Peugeot 504, Lancia Beta und Coupé. Weitere spätere Modelle waren der Peugeot 406 (ab 1997, von dem aber z. B. im Jahr 2003 nur 96 Stück montiert wurden) und die BMW 5er-Serie auch für BMW Manufacturing (Thailand) (bis 2003). Anfang der 2000er Jahre wurde der Kia Carnival, der VW Passat (2000–2003) und der Audi A6 (2000–2003) montiert.
Derzeit produziert das Unternehmen Volkswagen-Modelle und Hyundai-Kleinbusse. Ebenso ist es als Automobilzulieferer tätig.